# Колпашевський район
Колпа́шевський район (рос. Колпашевский район) — адміністративна одиниця Томської області Російської Федерації.
Адміністративний центр — місто Колпашево.

## Населення
Населення району становить 38245 осіб (2019; 41183 у 2010, 48164 у 2002).

## Адміністративно-територіальний поділ
На території району 1 міське та 5 сільських поселень:
| Поселення                        | Площа, км² | Населення, осіб (2002) | Населення, осіб (2010) | Населення, осіб (2019) | Центр          | Населені пункти |
| -------------------------------- | ---------- | ---------------------- | ---------------------- | ---------------------- | -------------- | --------------- |
| Колпашевське міське поселення    | 909,06     | 37291                  | 32001                  | 30344                  | Колпашево      | 4               |
| Інкінське сільське поселення     | 447,74     | 1650                   | 1439                   | 1222                   | Інкіно         | 6               |
| Новогоренське сільське поселення | 280,31     | 678                    | 561                    | 446                    | Новогорне      | 2               |
| Новоселовське сільське поселення | 543,87     | 2741                   | 2158                   | 1767                   | Новоселово     | 11              |
| Саровське сільське поселення     | 325,65     | 1672                   | 1412                   | 1200                   | Велика Саровка | 5               |
| Чажемтовське сільське поселення  | 9517,40    | 4132                   | 3612                   | 3275                   | Чажемто        | 9               |

2017 року ліквідоване Дальненське сільське поселення, територія увійшла до складу Новоселовського сільського поселення; ліквідовані Копиловське сільське поселення та Національне Іванкинське сільського поселення, території увійшли до складу Інкинського сільського поселення.

## Найбільші населені пункти
Населені пункти з чисельністю населення понад 1000 осіб:
| № | Населений пункт | Населення, осіб (2002) | Населення, осіб (2010) |
| - | --------------- | ---------------------- | ---------------------- |
| 1 | Колпашево       | 28 441                 | 24 124                 |
| 2 | Тогур           | 8 418                  | 7 575                  |
| 3 | Чажемто         | 1 997                  | 1 966                  |